# Alfonso Sabella
Alfonso Sabella (Bivona, 21 novembre 1962) è un magistrato italiano.
È stato sostituto procuratore del pool antimafia di Palermo di Gian Carlo Caselli ed è stato Assessore alla legalità di Roma Capitale con delega sul litorale di Ostia.

## Biografia
Nato da genitori avvocati a Bivona, in provincia di Agrigento, e fratello maggiore del magistrato Marzia Sabella, conseguì la maturità classica presso il Liceo Ginnasio Statale Luigi Pirandello. Studiò Giurisprudenza a Milano nell'Università Cattolica del Sacro Cuore, dopo aver vinto una borsa di studio per il Collegio Augustinianum. Iniziò la carriera come avvocato, poi entrò in magistratura nel 1989, anno in cui incontrò il procuratore aggiunto di Palermo Giovanni Falcone e decise di impegnarsi sul fronte antimafia. Dal 1990 lavorò come sostituto procuratore alla procura di Termini Imerese fino al novembre 1993.
Quindi fu uno dei Pubblici ministeri della procura di Palermo, nel pool antimafia guidato da Gian Carlo Caselli. Durante gli anni trascorsi alla procura antimafia di Palermo le forze dell'ordine arrestarono decine di mafiosi tra cui i latitanti Leoluca Bagarella, Giovanni ed Enzo Brusca, Pietro Aglieri, Nino Mangano, Vito Vitale, Mico Farinella, Cosimo Lo Nigro, Carlo Greco e Pasquale Cuntrera.
Nel settembre 1999 lasciò Palermo e venne distaccato al ministero di Giustizia come magistrato di collegamento con la Commissione parlamentare antimafia. Quello stesso anno fu chiamato da Caselli al DAP (Dipartimento di Amministrazione Penitenziaria - Polizia Penitenziaria) del Ministero della giustizia, come capo del servizio ispettivo.
Durante il G8 di Genova del luglio 2001 fu responsabile delle carceri provvisorie di Bolzaneto e San Giuliano, nelle quali ci furono gravi violazioni dei diritti umani che portarono alla tortura dei detenuti. Nel dicembre 2001 a causa di contrasti con il nuovo direttore del DAP Giovanni Tinebra, Sabella fu rimosso dal suo incarico dal ministro della giustizia Roberto Castelli. Dal 2005 ha prestato servizio alla procura di Firenze ed è stato giudice al tribunale di Roma.
Dal 2003 al 2006 è consulente della Commissione parlamentare d’inchiesta sull'affare Mitrochin.
Nel 2008 Sabella pubblicò il suo libro, Cacciatore di mafiosi, in cui descrisse i retroscena delle indagini, dei pedinamenti e degli arresti di alcuni latitanti che condusse in prima persona. Nel 2018 dal libro viene tratta la fiction Il cacciatore trasmessa da Rai 2 ed interpretata da Francesco Montanari.
Nel gennaio 2014 viene nominato vice capo Dipartimento dell’organizzazione giudiziaria, del personale e dei servizi del ministero della giustizia.
L'11 dicembre 2014 con lo scoppio del caso Mafia Capitale, il Sindaco di Roma Ignazio Marino nominò Sabella assessore alla Legalità e Trasparenza del Comune di Roma.
Il 18 marzo 2015 il sindaco Marino assegnò a Sabella anche la delega al litorale di Ostia, in seguito alle dimissioni del presidente del X Municipio Andrea Tassone, che aveva dichiarato di dimettersi a causa della "forte presenza della mafia sul litorale romano", ma che in seguito fu condannato con sentenza definitiva a 5 anni per i fatti relativi all'inchiesta Mondo di Mezzo di Mafia Capitale.
Il 30 ottobre 2015 Sabella si dimette da assessore, insieme ad altri, provocando la caduta della giunta Marino. A riguardo di questa vicenda dichiarerà di aver vissuto come una sconfitta la caduta della giunta Marino, e di essersi dimesso solo perché non sussisteva più una maggioranza a sostegno della giunta.
In marzo 2016 riprende l'attività di magistrato presso il Tribunale di Napoli con le funzioni di giudice.
In giugno 2020, in seguito alle inchieste giudiziarie sulle modalità di assegnazione degli incarichi in magistratura, Sabella ha dichiarato di aver presentato la propria candidatura alla Direzione nazionale antimafia dopo la sua esperienza nel pool antimafia della procura di Palermo, ma la sua candidatura a suo dire "non è stata nemmeno valutata" a causa della sua non appartenenza a nessuna corrente della magistratura.

## Ruolo nel G8 di Genova
Sabella rivestì durante il G8 di Genova il ruolo di capo ispettore del dipartimento dell'amministrazione penitenziaria e responsabile delle carceri provvisorie di Bolzaneto e San Giuliano. Nei processi penali sui fatti di Genova la posizione di Sabella venne archiviata, in quanto non fu a conoscenza delle violenze accadute nella caserma di Bolzaneto. La Corte dei Conti però, nel 2018, condannò 28 persone, tra le quali Alfonso Sabella, al risarcimento dei danni per i fatti di Bolzaneto, con la motivazione, per i magistrati contabili, che per la sua “elevata posizione” ricoperta nell’amministrazione penitenziaria avrebbe dovuto “controllare e vigilare” affinché non avvenissero “violenze o comportamenti scorretti” da parte dei suoi sottoposti.
Riguardo alla condanna ricevuta dalla Corte dei Conti ha dichiarato: «Farò appello e spero che mi consentano di far sentire almeno un testimone, perché la mia posizione è pacifica: dove, e solo dove, ero presente io non è stato torto un capello agli arrestati e le disposizioni da me date sono state ritenute pienamente corrette dal Tribunale. Ma se non mi daranno nemmeno questa possibilità, significa che la decisione è stata presa, significa che sto pagando il fatto di aver detto frammenti di quella verità sul G8 di Genova che nessuno ha voglia di sentire, su quello che è accaduto a Genova realmente in quei giorni: il piano degli arresti preventivi cambiato in corso d’opera per aizzare i manifestanti, le responsabilità della Procura… Sono l’unico tra gli uomini dello Stato che ha raccontato le verità che sapeva. Di fatto mi stanno condannando a morte».
Sabella precisò inoltre di trovarsi nel Forte San Giuliano quando si verificarono le violenze nella caserma di Bolzaneto.
Sabella fu critico riguardo alla gestione del G8 di Genova già in quei giorni del 2001 e successivamente rivelò pubblicamente il piano, che definì "folle", per fare arresti preventivi e senza prove, con l'obiettivo di fermare i manifestanti ritenuti pericolosi. Invece questo piano in corso d'opera venne messo da parte e al suo posto si scelse la strada opposta, quella di non intervenire sui primi atti di violenza e vandalismi, fino all'esplosione degli scontri. Secondo Sabella questa scelta aveva motivazioni politiche e serviva ad aizzare gli scontri per screditare tutti i manifestanti.
In appello la richiesta di risarcimento danni della Corte dei Conti è stata ridotta da un milione e 100mila euro a 56mila euro ritenendo che “Alfonso Sabella ha avuto chiara contezza, in almeno due occasioni, di anomalie gravi nello svolgimento dell’attività e si è accontentato di generiche spiegazioni, senza porre in essere successive necessarie verifiche”.

## Opere
- 2008 -  Alfonso Sabella, Cacciatore di mafiosi, Milano, Mondadori, 2008, ISBN 978-88-04-57715-7.
- 2016 -  Alfonso Sabella e Giampiero Calapà, Capitale infetta, Milano, Rizzoli, 2016, ISBN 978-88-17-08794-0.